# Drypetes thouarsii
Drypetes thouarsii là một loài thực vật có hoa trong họ Putranjivaceae. Loài này được (Baill.) Leandri mô tả khoa học đầu tiên năm 1957.